# ヴァルデック
ヴァルデック (ドイツ語: Waldeck, ドイツ語発音: [ˈvaldɛk]) は、ドイツ連邦共和国ヘッセン州ヴァルデック＝フランケンベルク郡の小都市である。
ヴァルデックは、エーダー湖沿いの、ケラースヴァルト＝エーダーゼー国立公園を含むケラースヴァルト＝エーダーゼー自然公園の入口地域にあたるその位置と、ヴァルデックの象徴的建造物であるヴァルデック城、そしてヴィーダー＝ヴェルベ近郊の半島「シャイト」によって知られている。

## 地理

### 位置
ヴァルデックの市域はヘッセン州北部、カッセルの西北西 30 km、エーダー川が形成するエーダー湖の北岸に位置する。この湖は、面積ではドイツ2位、貯水量ではドイツ3位の堰止め湖である。この街には主に農林業に利用されている中低山地が広がっている。
市域は、ケラーヴァルト＝エーダーゼー自然公園の北部およびその北境界のわずかに外側にまで広がっており、エーダー湖の岸辺から北側はランゲン・ヴァルトにまで及ぶ。人造湖の南はケラーヴァルト＝エーダーゼー自然公園内のケラーヴァルト＝エーダーゼー国立公園に属すケラーヴァルトである。
ヴァルデック市内を通り、あるいは市境沿いには、ヴェーザー川 - フルダ川水系エーダー川とその支流のネッツェ川とヴェルベ川、ヴェーザー川 - ディーメル川水系のツヴィステ川支流であるヴァッター川やヴィルデ川が流れている。

### 隣接する市町村
ヴァルデックは、北はツヴィステタール、北東はバート・アーロルゼン（ともにヴァルデック＝フランケンベルク郡）、東はヴォルフハーゲンおよびナウムブルク（ともにカッセル郡）、南はエーダータール、西はフェールおよびコルバッハ（以上3市町村はヴァルデック＝フランケンベルク郡）と境を接している。

### 市の構成
ヴァルック市は、以下の10市区から構成される: アルラフト、デーリングハウゼン、フライエンハーゲン、ヘーリングハウゼン、ネッツェ、ニーダー＝ヴェルベ、オーバー＝ヴェルベ、ゼルバッハ、ザクセンハウゼン、ヴァルデック。これらの市区は、歴史的な数多くの見所、特に遺跡や歴史的建造物がある。

## 歴史

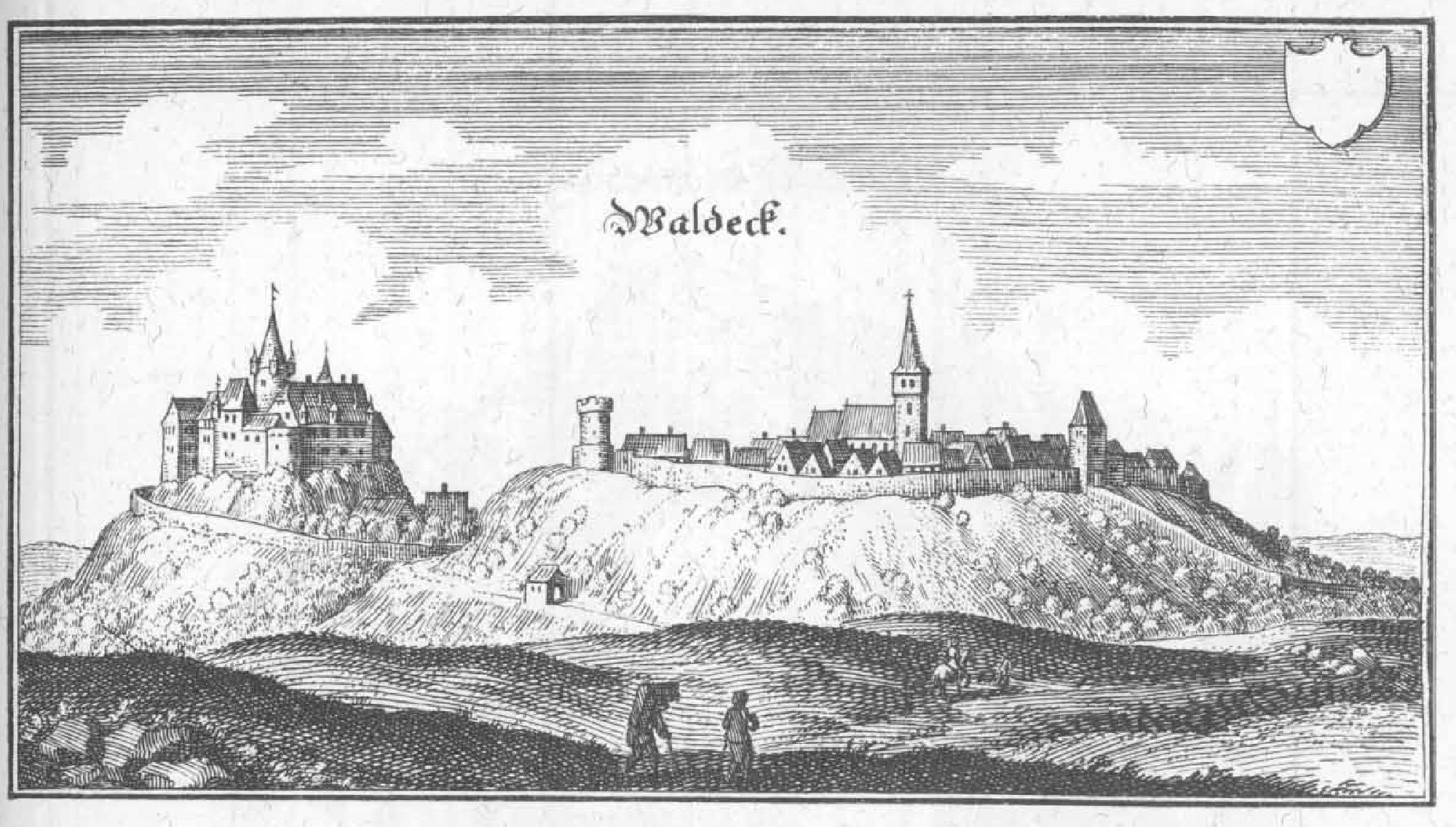
1655年に出版されたマテウス・メーリアンの銅版画に描かれたヴァルデック

1971年から1974年にかけて実施されたヘッセン州の地域再編に伴い、1971年にアルラフト、ヘーリングハウゼン、ネッツェ、ニーダー＝ヴェルベ、ゼルバッハ、ザクセンハウゼン、ヴァルデックの旧市町村が合併してヴァルデック市となった。ザクセンハウゼンは1246年、ヴァルデックは1266年にそれぞれ都市権を与えられていた。
新しく成立した市の名前として、歴史的に意味深い「ヴァルデック」が選ばれた。これは、元々、現在の中核市区にあった城館の名前で、1180年からこの城館にちなんでこの地の伯家一門の名前となった。ヴァルデック伯領は、その後ヴァルデック＝ピルモント侯国、ヴァルデック自由州（1918年から）、ヴァルデック郡（1942年から）、現在のヴァルデック＝フランケンベルク郡と変遷し、その名前は引き継がれていった。
1974年にデーリングハウゼン、オーバー＝ヴェルベ、フライエンハーゲン市（1231年から都市権を有していた）が、この街に合併した。これにより、街は現在の姿となった。

## 行政

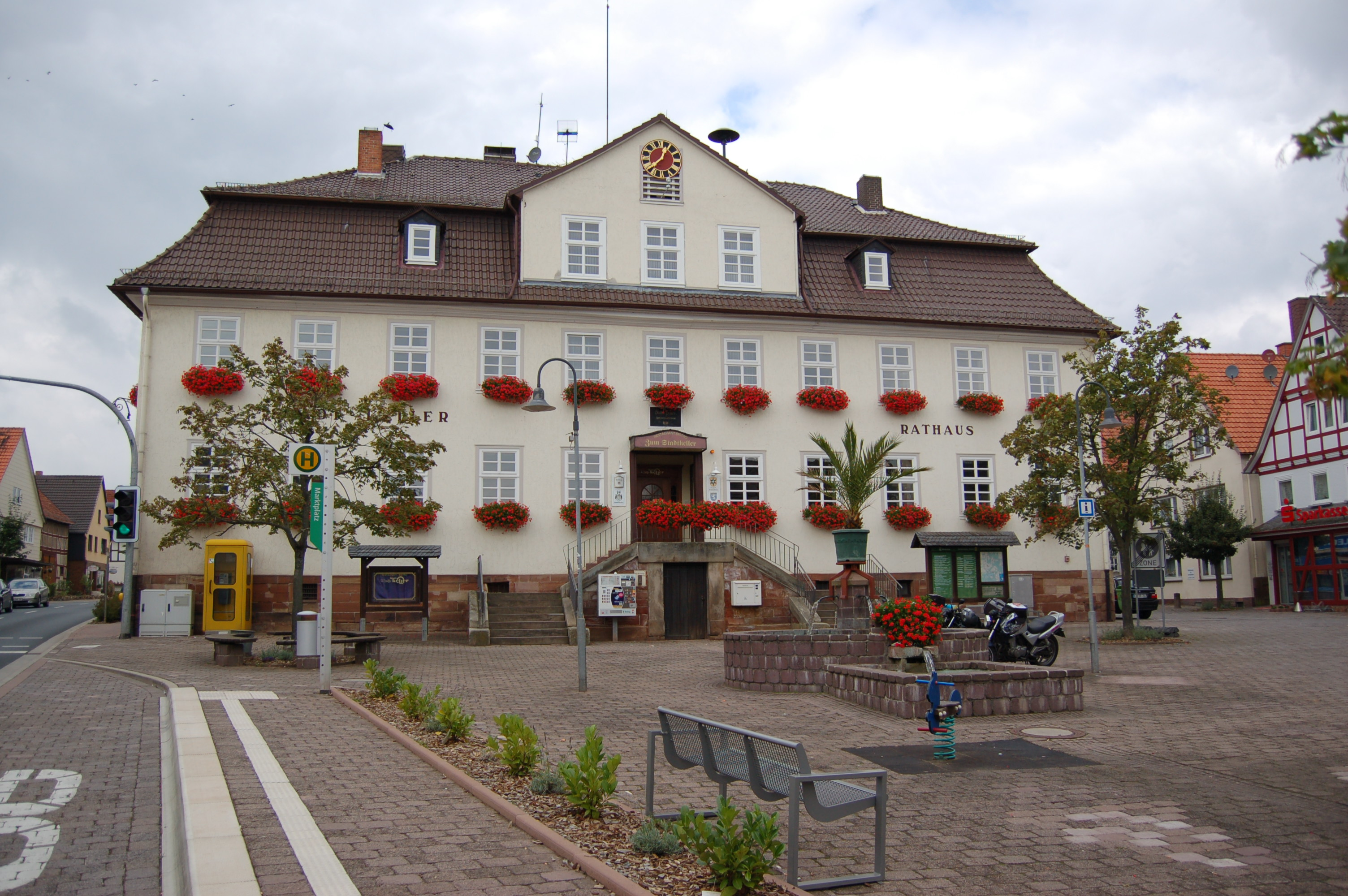
ヴァルデック市庁舎

### 行政庁舎所在地
1972年に成立したヴァルデック市は、その行政庁舎所在地として、ヴァルデックおよびシュヴァーレンベルクの伯アドルフ1世によって創設された最も人口の多い市区であるザクセンハウゼン区を選んだ。

### 市議会議員
ヴァルデックの市議会は、31議席からなる。

### 首長
2006年10月29日に無所属のイェルク・フェルトマンは、やはり無所属のヴァルター・フォイクトに対して 72.7 % の票を得た。投票率は 65.3 % であった。
2018年10月28日の市長選挙では、ユルゲン・フォルブラハト (CDU) が現職のフェルトマンに対して 59.2 % の票を獲得して新たな市長に選出された。

### 紋章
図柄: 本市の紋章は、金地に、6つの突起がある黒い星とその中央にユリを組み合わせたものである。特別な歴史的背景の下、新たに創設されたこの街の紋章はヴァルデック伯家の紋章に基づいている。ザクセンハウゼンの紋章もこの星を用いており、この紋章からユリを引き継いでいる。6つの突起のある星とユリは、1971年にヴァルデック市に合併した旧市町村に用いられていた。

### 姉妹都市
- ブランケンハイン（ドイツ、テューリンゲン州）1990年

## 文化と見所

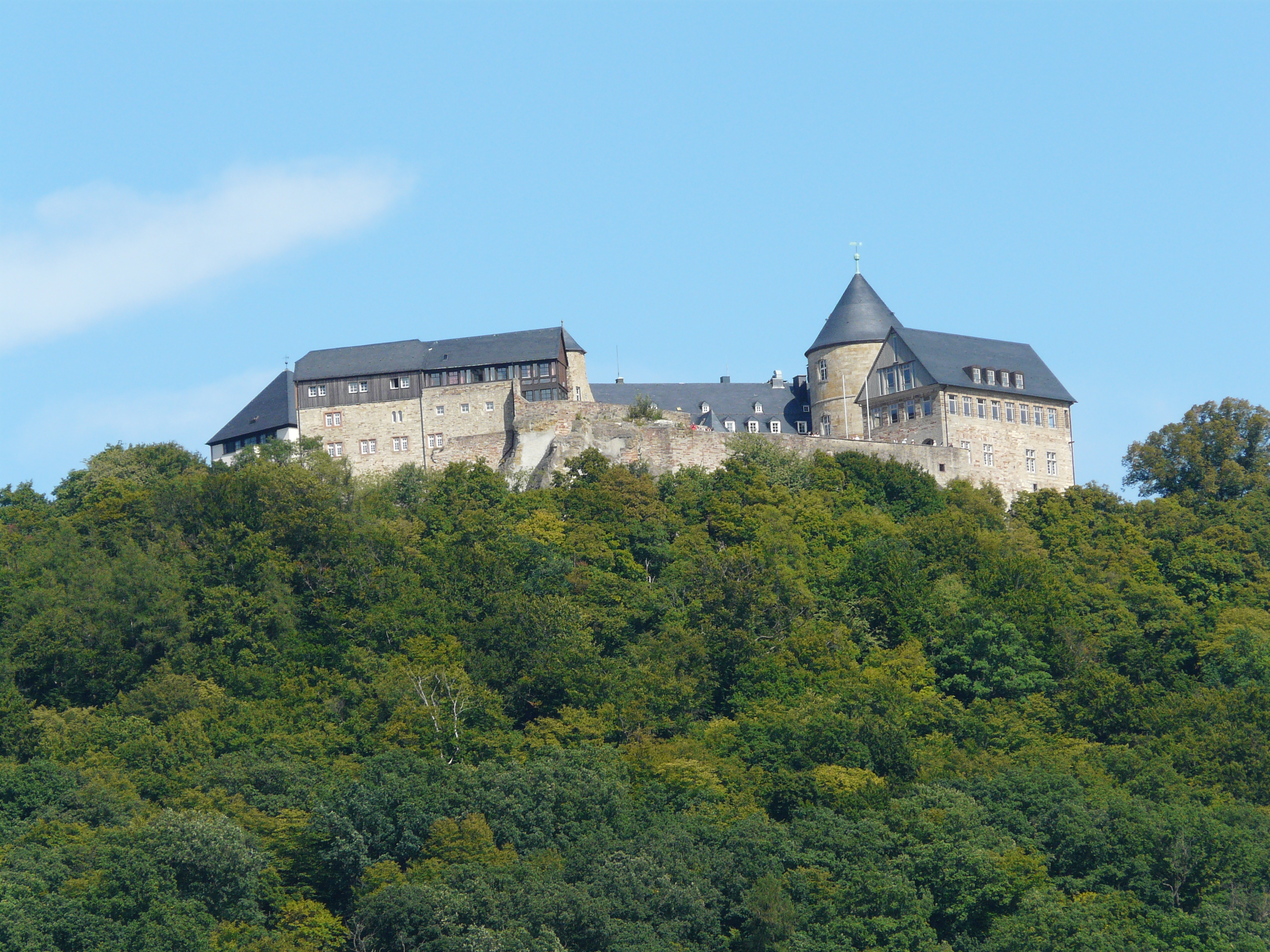
ヴァルデック城

### 建造物
- ヴァルデック市区の象徴的建造物ヴァルデック城
- ヴァルデック市区の市教会 ― かつてヴァルデック＝アイゼンベルク伯領およびヴァルデック＝ヴィルドゥンゲン伯領で採用されていた改革派の教会である。
- ザクセンハウゼン市区の市教会
- ネッツェ市区の旧マリエンタール修道院の教会、14世紀の後期ゴシック様式の祭壇がある。
- オーバー＝ヴェルベ市区のオーバー＝ヴェルベ修道院跡
- ザクセンハウゼンの見張り塔

- ヴァルデック城の内庭
- ザクセンハウゼンの市教会
- オーバー＝ヴェルベ修道院跡
- ザクセンハウゼンの見張り塔

### 博物館
- ヴァルデック城の城館博物館[5]。
- ヘーリングハウゼンの郷土博物館
- ニーダー＝ヴェルベの村の資料室

### 公園
- 岸部のプロムナード・ヴァルデック西（エーダー湖畔）

### スポーツ
ヴァルデックのスポーツ施設およびスポーツ・イベントには以下のものがある。
- フライエンハーゲン市区の屋外プール、エーダー湖畔のヴァルデック水浴場（ヴァルデック西）[6]
- 18ホールのコースと9ホールのショートコースを持つヴァルデック市区のゴルフ場
- エーダー湖トライアスロン。毎年7月に開催される。この街最大のスポーツイベントである。
- 聖霊降臨祭騎馬トーナメント。偶数年にヴァルデックで、奇数年にザクセンハウゼンで開催される。障害飛越競技と馬場馬術の大会である。

## 経済と社会資本

### 交通
ヴァルデックの集落には、連邦道 B485 号線および B251 号線で到達できる。
エーダーゼー鉄道の鉄道運営会社は、バート・ヴィルドゥンゲンからコルバッハまでの区間、その沿線にはヴァルデック、ネッツェ、ゼルバッハ、ザクセンハウゼン、ヘーリングハウゼンがある、は1995年5月27日に廃止された。古い道床は、現在、自転車道として利用されている（コルバッハ - ブーレン間）。

### 公共施設
- ザクセンハウゼンには市役所と市立図書館がある。
- 幼稚園（フライエンハーゲン、ヘーリングハウゼン、ネッツェ、ザクセンハウゼン、ヴァルデック）[7]

### 教育
- 基礎課程学校 4 校（フライエンハーゲン、ヘーリングハウゼン、ザクセンハウゼン、ヴァルデック）
- ミッテルプンクトシューレ・ザクセンハウゼン: フェルダーシュトゥーフェ（基礎課程学校卒業後、進路選択のための学年）および実科学校部門がある。

## 人物
- シャルロッテ・テスケ（1949年 - ）ザクセンハウゼン出身。女子ノルディックスキー選手

## 引用
1. ↑  Hessisches Statistisches Landesamt: Bevölkerung in Hessen am 31.12.2023 (Landkreise, kreisfreie Städte und Gemeinden, Einwohnerzahlen auf Grundlage des Zensus 2011)]
2. ↑  2011年3月27日の市議会議員選挙結果 (hsl.de)
3. ↑  ヴァルデック市の市長選挙に関するページ
4. ↑  “Bürgermeisterwahl in Waldeck, Stadt am 29.10.2018”. 2022年3月6日閲覧。
5. ↑  ヴァルデック城 (www.burgen-und-schloesser.net)
6. ↑  ヴァルデック市の屋外水浴場
7. ↑  ヴァルデック市の幼稚園